# Jealousy (chanson de Nanase Aikawa)
Pour les articles homonymes, voir Jealousy.
Singles de Nanase Aikawa
Sekai wa kono Te no Naka ni
(1999) China Rose
(1999)
Jealousy est le 14e single de Nanase Aikawa, sorti sous le label Avex Trax le 29 septembre 1999 au Japon. Il atteint la 8e place du classement de l'Oricon et reste classé pendant 4 semaines pour un total de 55 000 exemplaires vendus. Jealousy se trouve sur l'album Foxtrot et sur les compilations ID：2 et Rock or Die.

## Liste des titres
| 1. | Jealousy                                             |  |
| 2. | Yuutsu na Tsuki wo Dakinagara (憂鬱な月を抱きながら) |  |
| 3. | Motor☆Girl                                           |  |